# Atletismo nos Jogos Olímpicos de Verão de 2020 - Salto em altura masculino
O evento do salto em altura masculino nos Jogos Olímpicos de Verão de 2020 ocorreu entre os dias 30 de julho e 1 de agosto de 2021 no Estádio Olímpico. 33 atletas de 24 nações competiram; o número total possível dependia de quantas nações usariam as vagas de universalidade para inserir os atletas, além dos 32 classificados por meio de marca ou ranking (nenhuma vaga de universalidade foi usada em 2021).

## Qualificação
Um Comitê Olímpico Nacional (CON) pode inscrever até três atletas no evento masculino do salto em altura desde que todos atendam ao padrão de inscrição ou se classificarem pelo ranking durante o período de qualificação (o limite de três está em vigor desde o Congresso Olímpico de 1930). O tempo padrão a qualificação foi de 2,33 metros. Este padrão foi "estabelecido com o único propósito de qualificar atletas com desempenhos excepcionais incapazes de se qualificar através do caminho do Ranking Mundial da IAAF". O ranking mundial, baseado na média dos cinco melhores resultados do atleta durante o período de qualificação e ponderado pela importância do evento, foi usado para qualificar os atletas até que o limite de 32 fosse alcançado.
O período de qualificação foi originalmente de 1 de maio de 2019 a 29 de junho de 2020. Devido à pandemia de COVID-19, este período foi suspenso de 6 de abril de 2020 a 30 de novembro de 2020, com a data de término estendida para 29 de junho de 2021. O início do período do ranking mundial a data também foi alterada de 1 de maio de 2019 para 30 de junho de 2020; os atletas que atingiram o padrão de qualificação naquela época ainda estavam qualificados, mas aqueles que usavam as classificações mundiais não seriam capazes de contar os desempenhos durante esse tempo. Os padrões de tempo de qualificação podem ser obtidos em várias competições durante o período determinado que tenham a aprovação da IAAF. Tanto competições ao ar livre quanto em recinto fechado eram elegíveis para a qualificação. Os campeonatos continentais mais recentes podem ser contados no ranking, mesmo que não durante o período de qualificação.
Os CONs também poderiam usar sua vaga de universalidade — cada CON pode inscrever um atleta independentemente do tempo, se não houver nenhum que atenda ao padrão de entrada a um evento de atletismo — no salto em altura.

## Formato
O evento continua a usar o formato de duas fases (eliminatórias e final) introduzido em 1912. Nas eliminatórias houve dois grupos distintos de saltadores com os resultados apurados na classificação geral. Os saltadores eram eliminados se cometessem três falhas consecutivas, seja em uma única altura ou entre várias alturas se tentassem avançar antes de passar por cima de uma altura.
A altura padrão na fase eliminatória foi de 2,30 metros, sendo que todos que ultrapassaram essa marca avançaram para a final. Um mínimo de 12 atletas precisaria avançar para a final; se menos de 12 fizessem a marca de qualificação, seriam classificados os atletas subsequentes (incluindo os empatados após o uso das regras de desempate).
A final teve saltos começando logo abaixo da marca padrão e aumentando gradualmente, continuando até que todos os saltadores fossem eliminados.

## Calendário
Horário local (UTC +9)
| 30 de julho   | 1 de agosto |
| 9:20          | 19:10       |
| ------------- | ----------- |
| Eliminatórias | Final       |

## Medalhistas
| Ouro   | QAT Mutaz Essa Barshim ITA Gianmarco Tamberi |
| Bronze | BLR Maksim Nedasekau                         |

## Recordes
Antes desta competição, os recordes mundiais, olímpicos e regionais da prova eram os seguintes:
| Tipo | Atleta           | Marca  | Local     | Data                |
| ---- | ---------------- | ------ | --------- | ------------------- |
|      | Javier Sotomayor | 2,45 m | Salamanca | 27 de julho de 1993 |
|      | Charles Austin   | 2,39 m | Atlanta   | 27 de julho de 1996 |

### Por região
| Região                             | Marca | Atleta             | Nação         |
| ---------------------------------- | ----- | ------------------ | ------------- |
| África                             | 2.38  | Jacques Freitag    | África do Sul |
| Ásia                               | 2.43  | Mutaz Essa Barshim | Catar         |
| Europa                             | 2.42  | Patrik Sjöberg     | Suécia        |
| América do Norte, Central e Caribe | 2.45  | Javier Sotomayor   | Cuba          |
| Oceania                            | 2.36  | Tim Forsyth        | Austrália     |
| América do Sul                     | 2.33  | Gilmar Mayo        | Colômbia      |

Os seguintes recordes nacionais foram estabelecidos durante a competição:
| CON           | Atleta           | Rodada | Marca | Notas |
| ------------- | ---------------- | ------ | ----- | ----- |
| Bielorrússia  | Maksim Nedasekau | Final  | 2.37  | =     |
| Coreia do Sul | Woo Sang-hyeok   | Final  | 2.35  |       |

## Resultados
Saltos
- Válido (o)
- Inválido (x)
- Dispensado (–)

### Eliminatórias
Regra de qualificação: marca padrão de 2.30 m (Q) ou pelo menos os 12 melhores atletas (q) avançam a final.
| Pos. | Grupo | Atleta             | CON                | 2.17 | 2.21 | 2.25 | 2.28 | Marca | Notas                |
| ---- | ----- | ------------------ | ------------------ | ---- | ---- | ---- | ---- | ----- | -------------------- |
| 1    | B     | Mikhail Akimenko   | ROC                | o    | o    | o    | o    | 2.28  | q                    |
| 1    | A     | Mutaz Essa Barshim | QAT Catar          | –    | o    | o    | o    | 2.28  | q                    |
| 1    | A     | Django Lovett      | CAN Canadá         | o    | o    | o    | o    | 2.28  | q                    |
| 4    | B     | JuVaughn Harrison  | USA Estados Unidos | o    | o    | xo   | o    | 2.28  | q                    |
| 4    | A     | Hamish Kerr        | NZL Nova Zelândia  | o    | o    | xo   | o    | 2.28  | q                    |
| 4    | B     | Brandon Starc      | AUS Austrália      | o    | o    | xo   | o    | 2.28  | q                    |
| 4    | B     | Naoto Tobe         | JPN Japão          | o    | xo   | o    | o    | 2.28  | q                    |
| 8    | A     | Shelby McEwen      | USA Estados Unidos | xo   | xxo  | o    | o    | 2.28  | q                    |
| 9    | A     | Gianmarco Tamberi  | ITA Itália         | o    | o    | o    | xo   | 2.28  | q                    |
| 9    | B     | Woo Sang-hyeok     | KOR Coreia do Sul  | o    | o    | o    | xo   | 2.28  | q                    |
| 11   | A     | Ilya Ivanyuk       | ROC                | o    | o    | xo   | xo   | 2.28  | q                    |
| 12   | B     | Maksim Nedasekau   | BLR Bielorrússia   | o    | o    | xxo  | xo   | 2.28  | q                    |
| 13   | A     | Tom Gale           | GBR Grã-Bretanha   | o    | o    | xo   | xxo  | 2.28  | q,                   |
| 14   | B     | Michael Mason      | CAN Canadá         | o    | o    | o    | xxx  | 2.25  |                      |
| 14   | A     | Dzmitry Nabokau    | BLR Bielorrússia   | o    | o    | o    | xxx  | 2.25  |                      |
| 14   | A     | Andriy Protsenko   | UKR Ucrânia        | o    | o    | o    | xxx  | 2.25  |                      |
| 17   | A     | Takashi Eto        | JPN Japão          | o    | o    | xxx  | —    | 2.21  |                      |
| 17   | A     | Wang Yu            | CHN China          | o    | o    | xxx  | —    | 2.21  |                      |
| 19   | B     | Majd Eddin Ghazal  | SYR Síria          | xo   | xo   | xxx  | —    | 2.21  | Recorde da temporada |
| 19   | B     | Edgar Rivera       | MEX México         | xo   | xo   | xxx  | —    | 2.21  |                      |
| 21   | A     | Fernando Ferreira  | BRA Brasil         | o    | xxo  | xxx  | —    | 2.21  |                      |
| 21   | B     | Thiago Moura       | BRA Brasil         | o    | xxo  | xxx  | —    | 2.21  |                      |
| 23   | B     | Loïc Gasch         | SUI Suíça          | xo   | xxo  | xxx  | —    | 2.21  |                      |
| 23   | B     | Mateusz Przybylko  | GER Alemanha       | xo   | xxo  | xxx  | —    | 2.21  |                      |
| 25   | A     | Donald Thomas      | BAH Bahamas        | xxo  | xxo  | xxx  | —    | 2.21  |                      |
| 26   | A     | Adrijus Glebauskas | LTU Lituânia       | o    | xxx  | —    | —    | 2.17  |                      |
| 26   | B     | Tihomir Ivanov     | BUL Bulgária       | o    | xxx  | —    | —    | 2.17  |                      |
| 26   | B     | Stefano Sottile    | ITA Itália         | o    | xxr  | —    | —    | 2.17  |                      |
| 26   | A     | Luis Zayas         | CUB Cuba           | o    | xxx  | —    | —    | 2.17  |                      |
| 30   | A     | Mathew Sawe        | KEN Quênia         | xo   | xxx  | —    | —    | 2.17  |                      |
| 30   | B     | Darryl Sullivan    | USA Estados Unidos | xo   | xxx  | —    | —    | 2.17  |                      |
| 32   | B     | Jamal Wilson       | BAH Bahamas        | xxo  | xxx  | —    | —    | 2.17  |                      |
| –    | A     | Lee Hup Wei        | MAS Malásia        | xxx  | —    | —    | —    | NM    |                      |

### Final
A final foi disputada em 1 de agosto, às 19:10 locais.
| Pos.              | Atleta             | CON                | 2.19 | 2.24 | 2.27 | 2.30 | 2.33 | 2.35 | 2.37 | 2.39 | Marca | Notas                |
| ----------------- | ------------------ | ------------------ | ---- | ---- | ---- | ---- | ---- | ---- | ---- | ---- | ----- | -------------------- |
| Medalha de ouro   | Mutaz Essa Barshim | QAT Catar          | –    | o    | o    | o    | o    | o    | o    | xxx  | 2.37  | Recorde da temporada |
| Medalha de ouro   | Gianmarco Tamberi  | ITA Itália         | o    | o    | o    | o    | o    | o    | o    | xxx  | 2.37  | Recorde da temporada |
| Medalha de bronze | Maksim Nedasekau   | BLR Bielorrússia   | xo   | o    | o    | o    | o    | x-   | o    | xxx  | 2.37  | =                    |
| 4                 | Woo Sang-hyeok     | KOR Coreia do Sul  | o    | o    | o    | o    | xo   | o    | x-   | xx   | 2.35  | Recorde nacional     |
| 5                 | Brandon Starc      | AUS Austrália      | o    | o    | o    | o    | xxo  | o    | x-   | xx   | 2.35  | Recorde da temporada |
| 6                 | Mikhail Akimenko   | ROC                | o    | o    | o    | xo   | xo   | xx-  | x    |      | 2.33  | =                    |
| 7                 | JuVaughn Harrison  | USA Estados Unidos | o    | o    | xxo  | xo   | xo   | –    | x-   | xx   | 2.33  |                      |
| 8                 | Django Lovett      | CAN Canadá         | o    | o    | o    | o    | xxx  |      |      |      | 2.30  |                      |
| 9                 | Ilya Ivanyuk       | ROC                | o    | o    | o    | xo   | xxx  |      |      |      | 2.30  |                      |
| 10                | Hamish Kerr        | NZL Nova Zelândia  | o    | o    | xxo  | xxo  | xxx  |      |      |      | 2.30  |                      |
| 11                | Tom Gale           | GBR Grã-Bretanha   | o    | o    | o    | xxx  |      |      |      |      | 2.27  |                      |
| 12                | Shelby McEwen      | USA Estados Unidos | o    | xxo  | o    | xxx  |      |      |      |      | 2.27  |                      |
| 13                | Naoto Tobe         | JPN Japão          | xo   | o    | xxx  |      |      |      |      |      | 2.24  |                      |

Legenda
| Recorde mundial      | Recorde mundial (World record)               |                       | Recorde africano                      | Recorde africano (African) |                                           | Q | Classificado por posição (Qualified) |
| Recorde olímpico     | Recorde olímpico (Olympic record)            | Recorde da América    | Recorde da América (Americas)         | q                          | Classificado por melhor tempo (Qualified) |   |                                      |
| Melhor marca do ano  | Melhor marca do ano (World leading)          | Recorde asiático      | Recorde asiático (Asian)              | DNS                        | Não largou (Did not start)                |   |                                      |
| Recorde nacional     | Recorde nacional (National record)           | Recorde europeu       | Recorde europeu (European)            | DNF                        | Não terminou (Did not finish)             |   |                                      |
| Recorde pessoal      | Recorde pessoal do atleta (Personal best)    | Recorde da Oceania    | Recorde da Oceania (Oceania)          | DSQ / DQ                   | Desclassificado (Disqualified)            |   |                                      |
| Recorde da temporada | Recorde da temporada do atleta (Season best) | Recorde sul-americano | Recorde sul-americano (South America) | NM                         | Sem marca (No mark)                       |   |                                      |